# Lady Selborne
Lady Selborne ist ein Stadtteil von Pretoria in der südafrikanischen Provinz Gauteng. Dort lebten auch zur Zeit der Apartheid bis zu seinem Abriss Menschen aller Bevölkerungsgruppen.

## Geographie
Lady Selborne liegt etwa acht Kilometer nordwestlich des Zentrums von Pretoria. 2011 lebten dort 404 Einwohner. Der historische Stadtteil Lady Selborne umfasste auch Teile des heutigen östlich gelegenen Stadtteils Suiderberg. Lady Selborne liegt unmittelbar südlich der Magaliesberge.

## Geschichte
Lady Selborne wurde 1905 auf einem Teil der Farm Zandfontein gegründet und nach der Frau von Lord Selborne benannt, der damals High Commissioner und Gouverneur von Transvaal und der Orange River Colony war. Die Namenspatin war eine Tochter des britischen Premierministers Robert Gascoyne-Cecil. 
In dem Stadtteil konnten Menschen aller Bevölkerungsgruppen Land erwerben. 1914 erhielt die Berliner Missionsgesellschaft die Erlaubnis, dort Land zu kaufen. Fortan war sie für zahlreiche soziale Projekte in Lady Selborne zuständig. Im selben Jahr fiel der Stadtteil an das Innesdale Village Council, ab 1925 war das Hercules Village Council zuständig, für das die meisten Einwohner allerdings kein Wahlrecht hatten. Um den Stadtstatus zu erlangen, versprachen die Verantwortlichen des Hercules Village Council eine verbesserte sanitäre Versorgung; stattdessen verschlechterten sich aber die Zustände bei steigenden Gebühren, so dass die Bewohner begannen, Widerstand zu leisten. Im Jahr 1936 bestätigte das Ministry of Native Affairs die Eigentumsrechte der schwarzen Hausbesitzer in dem Stadtteil. Im Jahr 1942 lebten dort rund 22.000 Menschen. Bis 1948 tolerierten die Behörden den Stadtteil, da dort billige Arbeitskräfte schnell verfügbar waren.
Ab Mai 1949 wurde Lady Selborne vom Pretoria City Council verwaltet, um eine Räumung vorzubereiten. Zu diesem Zeitpunkt gab es dort 1.952 eingetragene Eigentümer. Die Behörden stießen aber bei ihrem Vorhaben auf rechtliche Probleme, weil die Eigentumsverhältnisse in Lady Selborne nicht vom 1950 erlassenen Group Areas Act erfasst wurden. Die Bewohner lehnten sich unterdessen gegen die Behörden auf, etwa durch Unterstützung der Defiance Campaign im Jahr 1952. Unterstützung erhielten sie von oppositionellen Gruppen wie dem African National Congress, dem Pan Africanist Congress, der Progressive Party und dem Black Sash. Auch als 1955 der Natives Urban Ares Amendment Act No. 16 verabschiedet worden war, konnte die Siedlung noch nicht geräumt werden. Erst mit dem Group Areas Amendment Act von 1956 und weiteren eigens für Lady Selborne erlassenen Bestimmungen – die eine Räumung bei möglichen Gefahren für die Gesundheit vorsahen – erzwang die Apartheid-Regierung ab 1960 den Abriss der Siedlung, die Umsiedlung in segregierte Wohngebiete und die faktische Enteignung der Grundbesitzer. 1961 wurde Lady Selborne zu einem black spot in einem „weißen“ Gebiet erklärt, 1973 wurden die letzten früheren Bewohner zwangsumgesiedelt. Lady Selborne wurde in den Stadtteil Suiderberg integriert. Die Straßen wurden nach Schlachten benannt, in denen die Buren im Zweiten Burenkrieg gesiegt hatten.
Eine Erweiterung Suiderbergs nach Westen sollte Suiderberg Extension One benannt werden, auf öffentlichen Druck hin wurde sie aber als Extension New Lady Selbourne bezeichnet. 2011 lebten dort fast ausschließlich Schwarze. In der Einwohnerstatistik wird die Siedlung als Sub-place Lady Selborne bezeichnet.

## Verkehr
Die Fernstraße R80, in diesem Abschnitt John Vorster Road, umfährt den Stadtteil im Westen und Süden. 

## Persönlichkeiten
- Potlako Leballo (1924–1986), Politiker, lebte in Lady Selborne
- Can Themba (1924–1968/1969), Schriftsteller und Journalist, lebte in Lady Selborne
- Arthur Maimane (1932–2005), Journalist und Schriftsteller, wuchs in Lady Selborne auf
- Ernest Mothle (1941–2011), Jazzmusiker, geboren in Lady Selborne
- Lucky Ranku (1941–2016), Gitarrist, geboren in Lady Selborne
- Vusi Mahlasela (* 1965), Musiker, geboren in Lady Selborne

## Sonstiges
Sophiatown und District Six waren weitere südafrikanische Stadtviertel, die nicht nach Bevölkerungsgruppen segregiert waren und zwangsgeräumt wurden. 